# Franz August Eichmann
Pour les articles homonymes, voir Eichmann.
Franz August Eichmann (né le 29 mars 1793 à Berlin et mort le 14 août 1879 dans la même ville) est un fonctionnaire prussien. Il est conservateur et proche du piétisme. Depuis 1845, il est le haut président de la province de Rhénanie. En 1848, il est ministre prussien de l'Intérieur. De 1850 à 1868, il est haut président de la province de Prusse.

## Biographie
Eichmann étudie le droit à l'Université de Göttingen et à l'Université de Heidelberg. À partir de 1815, il est auscultateur au tribunal municipal de Berlin. En 1817, il devient greffier à la Cour supérieure et, en 1819, assesseur au tribunal régional supérieur de Stettin (de). En 1822, il s'installe au tribunal régional supérieur de Marienwerder (de). Eichmann est nommé en 1824 conseiller à la Cour d'appel et conseiller référendaire au ministère des Finances. Sur le plan politique, Eichmann évolue à cette époque dans le cercle extrêmement conservateur des frères Ludwig Friedrich Leopold et Ernst Ludwig von Gerlach. En 1835, il est commissaire à l'Autorité centrale fédérale de Francfort-sur-le-Main. La même année, il est nommé Geh. conseil des finances et conseiller juridique au Ministère des Finances. Un an plus tard, il devient conseiller financier en chef. À partir de 1837, Eichmann est membre du Conseil d'État prussien. Entre 1840 et 1845, il fut directeur du deuxième département du ministère des Affaires étrangères en tant que conseiller de légation ordinaire. En outre, il était membre de la commission de révision de la législation depuis 1842.

### Haut président de Rhénanie et ministre de l'Intérieur
En 1845, Eichmann est nommé haut président de la province de Rhénanie. En septembre 1848, il devient ministre de l'Intérieur dans le cabinet d'Ernst von Pfuel. En plus du département de l'intérieur, Eichmann est également responsable de l'agriculture, des domaines et des forêts. Après que Frédéric-Guillaume de Brandebourg a pris des mesures contre les forces révolutionnaires en tant que ministre-président à partir de novembre 1848, Eichmann est à nouveau limogé le 8 novembre.
Quatre jours plus tard, il retrouve son ancien poste de haut président de la province de Rhénanie, resté vacant jusqu'à présent. C'est en cette qualité qu'il dénonce le 18 novembre 1848 dans un décret "les appels au refus de l'impôt ", décidés par la gauche démocratique à l'Assemblée nationale prussienne comme contre-mesure contre le transfert du Parlement. Il se réfère à l'autorité de sa fonction qui lui commande de "repousser par tous les moyens à ma disposition toute attaque contre les lois et leur respect, sans lesquelles aucun État ne peut subsister. Une telle attaque réside dans les invitations à ne plus payer les impôts, moyens indispensables au maintien de l'ordre et de la justice, impôts qui sont annoncés par voie légale et ne peuvent être modifiés qu'en vertu d'une loi. ... Pour les cas inattendus où cette confiance se trouverait néanmoins trompée, j'attends cependant de toutes les autorités provinciales et locales qu'elles fassent cesser le paiement des impôts avec toute la force que leur confèrent les lois, et qu'elles remplissent sans faillir leur devoir officiel". Au sein du parlement d'état prussien, formé selon la nouvelle constitution prussienne imposée, Eichmann fait partie de la première chambre.

### Haut président de la province de Prusse
Eichmann est critiqué au sein de la bureaucratie prussienne pour ne pas avoir prétendument combattu le radicalisme démocratique dans la province de Rhénanie avec suffisamment de vigueur. C'est pourquoi il est remplacé à son poste. Depuis le 1er septembre 1850, Eichmann occupe le poste de haut président de la province de Prusse jusqu'en 1868. À partir de 1851, il est également conservateur de l'Université de Königsberg. Il ne laisse aucun doute sur son attitude conservatrice et promeut le "vieux royalisme prussien". L'expansion du système scolaire et du système de transport a une importance durable. Le chemin de fer de l'Est prussien est créé sous son administration. Il évite une apparition conflictuelle envers les sujets polonais.
Eichmann est membre du parti conservateur depuis 1858. Il les représente de 1867 à 1870 au Reichstag de l'Allemagne du Nord (2e circonscription du district de Königsberg (de)). À ce titre, il est également député du Parlement des douanes à partir de 1868.
En 1860, Eichmann refuse d'être anobli par Frédéric-Guillaume IV. En 1868, il démissionne de la fonction publique

### Famille
Il se marie le 28 novembre 1823 à Marienwerder avec Cornelia Wedecke (né le 4 février 1795 et mort en 1849). Le couple a plusieurs enfants dont :
- Karl George (né le 6. janvier 1835 et mort le 19 août 1893), capitaine royal prussien
- Friedrich Christoph von Eichmann (de) (né le 30 mars 1826 et mort le 27 octobre 1875), diplomate marié avec Emmy Luise Sophie Wietzlow (née le 8 juillet 1841 et morte le 13 mars 1916)

Après la mort de sa femme, il se marie en 1852 à Königsberg avec la baronne Katharina Theone Maria von Schroeter (né le 23 août 1818 et mort le 21 février 1866).

### LeRheinische Beobachter
Le Rheinische Beobachter est subventionné annuellement de 3 000 thalers par ordre du cabinet du roi Frédéric-Guillaume IV, puis même de 17 000 à 18 000 thalers en mai 1846. Malgré ce soutien officiel du gouvernement, August Bercht (de) ne peut pas utiliser son journal pour contrer l'influence de la Kölnische Zeitung (de). Dès le début de son existence, il a la réputation d'être un organisme gouvernemental et est considéré avec une grande suspicion à Cologne et en Rhénanie. Le nombre d'abonnés oscille entre 500 et 600 seulement. Le Kölnische Zeitung, quant à lui, tire déjà près de 10 000 exemplaires en 1844. Wilhelm Clouth tire des avantages économiques considérables en tant qu'imprimeur du Rheinischer Beobachter. Mais la révolution de 1848 change brusquement la situation. Bien que le 4 mars 1848, le roi accorde encore une subvention de 18.000 thalers par an jusqu'en 1850, les jours du journal sont désormais comptés.
Dans l'Oberprokuratur et le « Neue Rheinische Zeitung », Karl Marx rapporte le 21 novembre 1848 : "Qui se trouve sur le sol juridique, le haut président Eichmann ou les rédacteurs de la "Neue Rheinische Zeitung" ? Qui doit fouler le sol de la prison, les rédacteurs de la 'Neue Rheinische Zeitung' ou le haut président Eichmann ?" .
Alfred von Auerswald, nommé ministre de l'Intérieur à la place d'Ernst von Bodelschwingh, écrit au haut président de la province prussienne de Rhénanie, Franz August Eichmann, que le soutien financier au journal ne sera plus accordé. Le Kölnische Zeitung publie dans son édition du 1er avril 1848 une annonce avec une "Invitation à la cérémonie d'enterrement du Rheinischen Beobachter.